# イェジ・クリウォヴィチ
イェジ・クリウォヴィチ（ポーランド語: Jerzy Kuryłowicz、1895年8月26日  – 1978年1月28日）は、ポーランドの言語学者。特にインド・ヨーロッパ語族の研究で知られる。

## 生涯
クリウォヴィチはオーストリア＝ハンガリー帝国のシュターニスラウ（現在のウクライナ領イヴァーノ＝フランキーウシク）に生まれた。第一次世界大戦後、独立したポーランド第二共和国のルヴフ大学（リヴィウ大学）で言語学を学んだ。奨学金を得て1年間パリに留学した。帰国後、ルヴフ大学のインド・ヨーロッパ語言語学とロマンス語文献学の教授に就任した。
第二次世界大戦後はルヴフがソ連領になったため、1946年にヴロツワフ大学に移った。1948年からはクラクフのヤギェウォ大学で一般言語学の教授として教え、1965年に退官した。

## 業績
クリウォヴィチは1878年にフェルディナン・ド・ソシュールの予測した「インド・ヨーロッパ祖語にソナント的な付加音があった」という仮説をヒッタイト語を利用して喉音理論として発展させた。
クリウォヴィチは1927年以降喉音理論に関する論文を発表し、1935年の著書『Études indoeuropéennes』にまとめた。同年に少し異なる理論を提出したエミール・バンヴェニストと並んで、クリウォヴィチは喉音理論の創始者のひとりとなった。クリウォヴィチはインド・ヨーロッパ祖語に ə̯1, ə̯2, ə̯3, ə̯4 を仮定し、このうち ə̯2, ə̯3 の2つがヒッタイト語で ḫ となって現れているとした。
ほかに母音階梯などの研究でも知られる。インド・ヨーロッパ語のほかにセム語の研究も行った。

## 主な著作
- Études indoeuropéennes. Kraków: Gebethner i Wolff. (1935)

喉音理論に関する主著。
- L’accentuation des langues indo-européennes. Kraków: Polska Akademia Umiejętności. (1952)
- L’apophonie en indo-européen. Kraków. (1956)

母音階梯に関する主著。
- Esquisses linguistiques. Kraków. (1960)

論文集。
- The Inflectional Categories of Indo-European. (1964)